# Pterobryopsis pilifolia
Pterobryopsis pilifolia är en bladmossart som beskrevs av Robert Earle Magill 1980. Pterobryopsis pilifolia ingår i släktet Pterobryopsis och familjen Pterobryaceae. Inga underarter finns listade i Catalogue of Life.